# Beauty Stab
Beauty Stab è il secondo album del gruppo musicale britannico ABC, pubblicato dalle etichette discografiche Vertigo e Mercury (quest'ultima relativamente agli USA) nel 1983.
L'album, disponibile su long playing, musicassetta e compact disc, è prodotto dallo stesso gruppo con Gary Langan. I brani sono interamente composti e arrangiati dai componenti del gruppo Martin Fry, Stephen Singleton e Mark White.
Dal disco vengono tratti due singoli, That Was Then but This Is Now e S.O.S..

## Tracce

### Lato A
1. That Was Then but This Is Now – 3:33
2. Love's a Dangerous Language – 3:43
3. If I Ever Thought You'd Be Lonely – 3:50
4. The Power of Persuasion – 3:31
5. Beauty Stab – 2:07
6. By Default by Design – 4:05

### Lato B
1. Hey Citizen! – 3:55
2. King Money – 4:02
3. Bite the Hand – 3:07
4. Unzip – 2:50
5. S.O.S. – 4:53
6. United Kingdom – 3:13